# 4930 Рефилтим
4930 Рефилтим (4930 Rephiltim) — астероїд головного поясу, відкритий 10 січня 1983 року.
Тіссеранів параметр щодо Юпітера — 3,157.